# Первенство СССР по футболу среди сборных команд союзных республик 1928
Первенство СССР по футболу среди сборных команд союзных республик было разыграно с 15 по 21 августа 1928 года в Москве в рамках Всесоюзной спартакиады.
Это соревнование стало частью футбольного турнира спартакиады, и по факту являлось отборочным турниром, проводимым с целью определить лучшую команду среди союзных республик для участия в суперфинале спартакиады против команды РСФСР.
В турнире первенствовала сборная УССР.

## Организация и проведение турнира
Футбольный турнир спартакиады планировался как масштабное мероприятие с более, чем двадцатью участниками: наряду со сборными командами пяти союзных республик и командами, представляющими зарубежные страны, были приглашены сборные двенадцати регионов РСФСР, в каждом из которых проводился отборочный турнир (чемпионат республики или региона) в рамках специально организованного общеспортивного отбора на спартакиаду (так называемые «Праздники физкультуры»), по результатам которого и формировалась та или иная сборная команда. 
Первоначально спланированный календарь не предусматривал каких-либо разграничений по географическим или государственным признакам и все команды (в сетке турнира их было 23, реально вышли на старт 21) должны были соревноваться в одном общем турнире по «олимпийской системе». 
Однако после первых трех дней спартакиады представители команд союзных республик выступили с заявлением о разделении в турнире соревнований между союзными республиками (и формально приравненными к ним зарубежными командами) и регионами РСФСР, как имеющими разный государственно-политический статус. Результаты уже начавшегося турнира были аннулированы и проведена новая жеребьевка, теперь уже разделявшая команды по указанному признаку на две непересекающиеся части турнирной сетки (в терминах того времени — два "календаря"). Один из "календарей", содержавший команды из союзных республик и интерпретируется как первенство СССР, победитель которого встречался с победителем другого "календаря" в финале, где разыгрывалось звание чемпиона СССР (только для команд из СССР) и победителя спартакиады.
Участники спартакиады от союзных республик: 
- Украина (УССР) — фактически выступала команда Харькова (чемпион Украины 1928), на поле выходил лишь один игрок из Одессы;
- Закавказье (ЗСФСР) — сборная Тифлиса, усиленная рядом игроков из Баку;
- Белоруссия (БССР) — сборная из игроков Минска, Гомеля и Полоцка;
- Узбекистан (УзССР) — сборная Ташкента, усиленная несколькими игроками из Ферганы;
- Туркменистан (ТурССР) — сборная Ашхабада;

Также в турнире принимали участие зарубежные команды: 
- Сборная рабочая команда Уругвая (КСИ);
- Сборная команда игроков, исключенных из TUL (Suomen Työväen Urheiluliitto) — рабочий спортивный союз (ЛСИ) — то есть фактически не сборная рабочая команда страны. Тем не менее, в этой команде играл ряд футболистов, в дальнейшем неоднократно выступавших за национальную сборную Финляндии;
- Ряд игроков (не сборная команда) — членов British Workers' Sport Federation, BWSF — британской рабочей спортивной федерации (ЛСИ), представляли Англию на турнире;
- Сборная рабочая команда Базеля — члены Schweizerischer Arbeiter-, Turn- und Sportverband, SATUS — швейцарского спортивно-гимнастического рабочего союза (ЛСИ);
- Незадолго до начала Спартакиады в СССР проводили ряд товарищеских матчей рабочие команды (ЛСИ) из Австрии и Германии. У организаторов футбольного турнира не было, видимо, сомнений, что эти две команды примут участие и в Спартакиаде, во всяком случае, они были включены в сетку первоначального турнира, однако матчи с их участием так и не состоялись.

## Ход турнира

### Матчи

#### 1/8 финала
| Закавказье                                                                                             | 2:2 (доп. вр.) | Узбекистан                  |
| --- | -------------- | --------------------------- |
| - Даниэлов 40′ (авт.) - Жордания 42'(пен.) - Бодров 44′ (авт.) - Пачулия 45'(пен.) - Гнездов 57'(пен.) | (отчёт)        | - 69′ Адисман - 72′ Пижурин |

| Закавказье: Папков - Нехезин, Коротков - Почхуа, Жордания , Парамонов - Гнездов, Туркия, Пачулия, Сорокин, Коява Узбекистан: Чебышев - Смирнов, Даниэлов - Бодров, Савицкий, Чижов - Адисман , Пижурин, Мельников, Сизов, Богданов |

| Закавказье                                               | 5:1     | Узбекистан    |
| -------------------------------------------------------- | ------- | ------------- |
| - Сорокин 16′ 48′ - Пачулия 28′ - Туркия 42′ - Коява 67′ | (отчёт) | - 53′ Адисман |

| Закавказье: Папков - Нехезин, Коротков - Почхуа, Жордания , Гаспарян - Гнездов, Туркия, Пачулия, Сорокин, Коява Узбекистан: Кроль - Смирнов, Даниэлов - Бодров, Савицкий, Нешто - Адисман , Пижурин, Мельников, Салин, Цетинов |

#### 1/4 финала
| Финляндия                                      | 5:1     | Англия                                   |
| ---------------------------------------------- | ------- | ---------------------------------------- |
| - Ронканен 12′ 63′ - Гренлунд 17′ 49′ - ? 5:1′ | (отчёт) | - 28′ (пен.) Беллаптайн - Кобб 57'(пен.) |

| Финляндия: Халме - Карягин , Терман - Саволайнен, Форстен, Пректиг - Ронканен, Спити, Гренлунд, Фри, Викстрем Англия: Хандон - Петтифер, Дж.Блэк - Мойс, Беллаптайн, Пауртни - Уайт, Дж.Харви, Кобб , Боретт, Коллс |

| Белоруссия                                                | 6:3     | Швейцария                   |
| --------------------------------------------------------- | ------- | --------------------------- |
| - Феоктистов 5′ 25′ - Тихомиров 24′ 59′ 77′ - Морозов 82′ | (отчёт) | - 22′ 89′ Хисс - 53′ Голиат |

| Белоруссия: Холмогоров - Лесин, Поляков - Лабковский, Гаврилов, Ловейко - Гвоздиков, Феоктистов, Морозов , Тихомиров, Кочин Швейцария: Велтин - Быхе, Брех - Рандегер, Грефлин, Кюндиг - Майер, Бибе, Хисс, Голиат, Л. Бергер |

| Уругвай                              | 3:0     | Туркменистан |
| ------------------------------------ | ------- | ------------ |
| - У.Вильяр 41′ - Р.Фернандес 65′ 78′ | (отчёт) |              |

| Уругвай: М.Мальо - Х.Мальо, Сигабо - Пичини, Дантен, Стефано - Соусса, Лапера, У.Вильяр, Р.Фернандес , Севилья Туркменистан: Радченко - Крюков, Лопушинский - Авдеев, Кустодов, Чекрыжев - Сергеев, Фролов , Кормашев, Сметанкин, Гавриленко |

| Украина                                | 2:1     | Закавказье    |
| -------------------------------------- | ------- | ------------- |
| - Шпаковский 51′ - Капустин 60′ (пен.) | (отчёт) | - 26′ Сорокин |

| Украина: Норов - Кладько, К.Фомин - Капустин, В.Фомин, Привалов - Владимирский, Шпаковский, Мищенко, Алфёров, Губарев Закавказье: Папков - Нехезин, Коротков - Почхуа Жордания , Парамонов - Гнездов, Туркия, Пачулия, Сорокин, Коява |

#### 1/2 финала
| Уругвай                                      | 3:1     | Финляндия   |
| -------------------------------------------- | ------- | ----------- |
| - Лапера 44′ - Р.Фернандес 47′ - Севилья 48′ | (отчёт) | - Спити 38′ |

| Уругвай: М. Мальо - Х. Мальо, Сигабо - Пичини, В. Кастро, Стефано - Лапера, Сальсоно, У. Вильяр, Р. Фернандес , Севилья Финляндия: Халме - Карягин , Терман - Саволайнен, Форстен, Пректиг - Ронканен, Спити, Гренлунд, Фри, Викстрем |

| Украина                                                  | 6:2     | Белоруссия                |
| -------------------------------------------------------- | ------- | ------------------------- |
| - Губарев 18′ - Мищенко 47′ 53′ - Шпаковский 61′ 75′ 82′ | (отчёт) | - 29′ Морозов - 42′ Кочин |

| Украина: Норов - Кладько, К.Фомин - П.Семёнов, В.Фомин, Привалов - Владимирский, Шпаковский, Мищенко, Алфёров, Губарев · Белоруссия: Холмогоров - Лесин 60', Поляков - Лабковский, Гаврилов, Ловейко - Гвоздиков, Феоктистов, Морозов , Тихомиров, Кочин |

### Финал
| Украина                                                               | 7:1     | Уругвай     |
| --------------------------------------------------------------------- | ------- | ----------- |
| - Алфёров 5′ - Мищенко 19′ 80′ - Шпаковский 35′ 65′ 84′ - Губарев 79′ | (отчёт) | - 9′ Соусса |

| Украина: Норов (57' Москвин) - Кладько, К.Фомин - П.Семёнов 87', В.Фомин, Привалов - Владимирский, Шпаковский, Мищенко, Алфёров, Губарев · Уругвай: М.Мальо (80' Дантен) - Х.Мальо, Сигабо - Пичини, В.Кастро, Стефано - Лапера, Соусса, У.Вильяр (74' Сальсоно 78'), Р.Фернандес , Севилья |

Ход игры
- 5' — результат стартового нажима сборной Украины — гол Алфёрова — 1:0[14];
- 9' — Соусса после хорошо поданного углового удара забивает головой — 1:1;
- 19' — после подачи углового уругвайцами, полузащитники сборной Украины перехватывают мяч и бросают в прорыв Мищенко — 2:1;
- 35' — ошибка уругвайской защиты — неприкрытый Шпаковский получает мяч вблизи от ворот и забивает — 3:1;
- 46 — 60' Уругвай владеет инициативой, украинцы достойно защищаются, но много фолят, игра становится все более нервной;
- 57' — Норов смело бросился в ноги прорывающемуся Вильяру и получил удар в голову. Унесён с поля и заменён Москвиным;
- 65' — Шпаковский получает передачу с левого края в контратаке и издали наносит отличный удар — 4:1;
- 74' — игра все чаще прерывается обоюдной грубостью, в столкновении получил травму Вильяр, его заменяет Сальсоно; уругвайцы шумно аппелируют к судье, устроив целый митинг с выбежавшим на поле переводчиком;
- 78' — только что появившийся на поле Сальсоно бьет по ногам соперника и удаляется;
- 79' — слишком занятые обсуждением удаления уругвайцы упускают Губарева — 5:1;
- 80' — Мищенко ещё раз наказывает совсем бросивших играть уругвайцев — 6:1;
- 80' — расстроенный вратарь Мальо внезапно покидает ворота и уходит с поля, несколько позднее вместо него выходит в ворота запасной полузащитник Дантен;
- 84' — Шпаковский забивает ещё один мяч — 7:1;
- 87' — Семёнов удалён после столкновения с уругвайским нападающим;
- 90' — финальный свисток застаёт команды за выяснением отношений возле ещё одного пострадавшего уругвайца;

После игры судейская коллегия выразила официальное порицание сборной Уругвая за проявленную грубость и неспортивное поведение. Сборная Уругвая прислала официальные извинения.
|  |  |  |

### Утешительный турнир
| 19 августа | Узбекистан                                                      | 8:4 (доп. вр.) | Швейцария                               |  |
|            | - Пижурин 12′ 56′ 108′ - Адисман 69′ 106′ 111′ 113′ - Сизов 93′ | (отчёт)        | - 8′ Голиат - 21′ 37′ Хисс - 97′ Бергер |  |

| 19 августа | Туркменистан                                  | 4:2     | Англия                             |  |
|            | - Кормашев 16′ - Фролов 40′ - Сергеев 52′ 75′ | (отчёт) | - 43′ (пен.) Беллаптайн - 71′ Кобб |  |

| 22 августа матч за 5 место (СР) | Узбекистан                              | 3:1     | Туркменистан |  |
|                                 | - Пижурин 12′ - Адисман 36′ - Сизов 43′ | (отчёт) | - 27′ Фролов |  |

| 22 августа матч за 3 место (СР) | Финляндия                     | 2:1     | Белоруссия      |  |
|                                 | - Ронканен 41′ - Гренлунд 68′ | (отчёт) | - 22′ Тихомиров |  |

## Итоговое положение команд
|   | Украина      |
|   | Уругвай      |
|   | Финляндия    |
| 4 | Белоруссия   |
| 5 | Узбекистан   |
| 6 | Туркменистан |
| 7 | Швейцария    |
|   | Англия       |
| 9 | Закавказье   |